# Nenad Milijaš
Nenad Milijaš (Servisch: Ненад Милијаш) (Belgrado, 30 april 1983) is een Servisch voormalig voetballer die doorgaans speelde als middenvelder. Tussen 2000 en 2019 was hij actief voor FK Zemun, Rode Ster Belgrado, Wolverhampton Wanderers, opnieuw Rode Ster Belgrado, Manisaspor, Hebei China Fortune, Nei Mongol Zhongyou en opnieuw Rode Ster Belgrado. Milijaš maakte in 2008 zijn debuut in het Servisch voetbalelftal en kwam uiteindelijk tot vijfentwintig interlands.

## Clubcarrière
Milijaš begon zijn carrière als voetballer in de jeugdopleiding van FK Zemun, waar hij in 2000 ook door wist te breken in het eerste elftal. In januari 2006 werd hij overgenomen door Rode Ster Belgrado, waar hij in zijn eerste seizoen direct het landskampioenschap en de beker binnenhaalde. Hij speelde uiteindelijk drie jaar bij Rode Ster. Op 15 juni 2009 tekende Milijaš een vierjarige verbintenis bij het naar de Premier League gepromoveerde Wolverhampton Wanderers. In 2012 degradeerde Wolverhampton en omdat Milijaš aan meer speeltijd toe wilde komen, werd zijn contract in onderling overleg ontbonden. Een dag na zijn vertrek bij Wolverhampton had de Serviër een nieuwe club; zijn voormalige werkgever Rode Ster Belgrado bood hem een driejarig contract aan. In 2014 verkaste hij naar Manisaspor. Na een halfjaar vertrok de Serviër naar China, waar hij ging spelen voor Hebei China Fortune en daarna voor Nei Mongol Zhongyou. In januari 2017 keerde Milijaš voor de tweede maal terug bij Rode Ster Belgrado. Aan het einde van het seizoen 2017/18 verlengde Milijaš zijn verbintenis met één jaar, tot medio 2019. Na afloop van dat contract stopte hij om assistent-trainer van Rode Ster te worden.

## Interlandcarrière
Milijaš debuteerde in het Servisch voetbalelftal op 6 september 2008. Op die dag werd een WK-kwalificatieduel tegen Faeröer met 2-0 gewonnen. De middenvelder begon in de basis en werd in de tweede helft gewisseld voor Saša Ilić. De andere debutant dit duel was Ivan Obradović (Partizan Belgrado). Zijn eerste doelpunt scoorde Milijaš op 19 november 2008, toen er met 6-1 gewonnen werd van Bulgarije. Hij werd tevens opgenomen in de selectie voor het WK 2010, waar hij met Servië één groepsduel speelde.
| Interlands van Nenad Milijaš voor Servië | Interlands van Nenad Milijaš voor Servië | Interlands van Nenad Milijaš voor Servië | Interlands van Nenad Milijaš voor Servië | Interlands van Nenad Milijaš voor Servië | Interlands van Nenad Milijaš voor Servië | Interlands van Nenad Milijaš voor Servië |
| №                                        | Datum                                    | Wedstrijd                                | Uitslag                                  | Competitie                               | Goals                                    |                                          |
| Als speler bij Rode Ster Belgrado        | Als speler bij Rode Ster Belgrado        | Als speler bij Rode Ster Belgrado        | Als speler bij Rode Ster Belgrado        | Als speler bij Rode Ster Belgrado        | Als speler bij Rode Ster Belgrado        | Als speler bij Rode Ster Belgrado        |
| ---------------------------------------- | ---------------------------------------- | ---------------------------------------- | ---------------------------------------- | ---------------------------------------- | ---------------------------------------- | ---------------------------------------- |
| 1                                        | 6 september 2008                         | Servië – Faeröer                         | 2 – 0                                    | WK 2010 kwalificatie                     |                                          |                                          |
| 2                                        | 11 oktober 2008                          | Servië – Litouwen                        | 3 – 0                                    | WK 2010 kwalificatie                     |                                          |                                          |
| 3                                        | 15 oktober 2008                          | Oostenrijk – Servië                      | 1 – 3                                    | WK 2010 kwalificatie                     |                                          |                                          |
| 4                                        | 19 november 2008                         | Servië – Bulgarije                       | 6 – 1                                    | Vriendschappelijk                        | 56'                                      |                                          |
| 5                                        | 14 december 2008                         | Polen – Servië                           | 1 – 0                                    | Vriendschappelijk                        |                                          |                                          |
| 6                                        | 10 februari 2009                         | Cyprus – Servië                          | 0 – 2                                    | Vriendschappelijk                        |                                          |                                          |
| 7                                        | 11 februari 2009                         | Servië – Oekraïne                        | 0 – 1                                    | Vriendschappelijk                        |                                          |                                          |
| 8                                        | 28 maart 2009                            | Roemenië – Servië                        | 2 – 3                                    | WK 2010 kwalificatie                     |                                          |                                          |
| 9                                        | 6 juni 2009                              | Servië – Oostenrijk                      | 1 – 0                                    | WK 2010 kwalificatie                     | 7'                                       |                                          |
| 10                                       | 10 juni 2009                             | Faeröer – Servië                         | 0 – 2                                    | WK 2010 kwalificatie                     |                                          |                                          |
| Als speler bij Wolverhampton Wanderers   |                                          |                                          |                                          |                                          |                                          |                                          |
| 11                                       | 9 september 2009                         | Servië – Frankrijk                       | 1 – 1                                    | WK 2010 kwalificatie                     | 13' (pen.)                               |                                          |
| 12                                       | 10 oktober 2009                          | Servië – Roemenië                        | 5 – 0                                    | WK 2010 kwalificatie                     |                                          |                                          |
| 13                                       | 14 november 2009                         | Noord-Ierland – Servië                   | 0 – 1                                    | Vriendschappelijk                        |                                          |                                          |
| 14                                       | 18 november 2009                         | Zuid-Korea – Servië                      | 0 – 1                                    | Vriendschappelijk                        |                                          |                                          |
| 15                                       | 3 maart 2010                             | Algerije – Servië                        | 0 – 3                                    | Vriendschappelijk                        |                                          |                                          |
| 16                                       | 29 mei 2010                              | Nieuw-Zeeland – Servië                   | 1 – 0                                    | Vriendschappelijk                        |                                          |                                          |
| 17                                       | 5 juni 2010                              | Servië – Kameroen                        | 4 – 3                                    | Vriendschappelijk                        | 44' (pen.)                               |                                          |
| 18                                       | 13 juni 2010                             | Ghana – Servië                           | 1 – 0                                    | WK 2010                                  |                                          |                                          |
| 19                                       | 11 augustus 2010                         | Servië – Griekenland                     | 0 – 1                                    | Vriendschappelijk                        |                                          |                                          |
| 20                                       | 17 november 2010                         | Bulgarije – Servië                       | 0 – 1                                    | Vriendschappelijk                        |                                          |                                          |
| 21                                       | 9 februari 2011                          | Israël – Servië                          | 0 – 2                                    | Vriendschappelijk                        |                                          |                                          |
| 22                                       | 25 maart 2011                            | Servië – Noord-Ierland                   | 2 – 1                                    | EK 2012 kwalificatie                     |                                          |                                          |
| 23                                       | 29 maart 2011                            | Estland – Servië                         | 1 – 1                                    | EK 2012 kwalificatie                     |                                          |                                          |
| 24                                       | 10 augustus 2011                         | Rusland – Servië                         | 1 – 0                                    | Vriendschappelijk                        |                                          |                                          |
| 25                                       | 11 oktober 2011                          | Slovenië – Servië                        | 1 – 0                                    | EK 2012 kwalificatie                     |                                          |                                          |